# Chevrolet Traverse
Il Traverse è un crossover SUV mid-size (nella prima serie un full-size) prodotto dalla Chevrolet dal 2008.

## La prima serie (2008-2017)

### Storia e contesto
Il modello può ospitare sette o otto passeggeri, ed è costruito sul pianale Lambda della General Motors, che condivide con il Buick Enclave, il GMC Acadia e il Saturn Outlook. Il Traverse ha sostituito l'Uplander e il TrailBlazer. Dall'introduzione alla fine del 2009, il modello è stato prodotto a Spring Hill, nel Tennessee. Dall'anno citato l'assemblaggio è stato trasferito a Lansing, in Michigan, dove si producono anche gli altri modelli che sono basati sul pianale Lambda. Questi ultimi hanno sostituito, nelle linee produttive, il Saturn Outlook, che è stato tolto dal mercato dopo che il marchio Saturn è stato soppresso. Un altro sito produttivo dove dal 2010 viene assemblato il Traverse è situato a Delta, nel Michigan. Sulle versioni LT, l'aggiornamento del 2010 ha portato all'eliminazione delle scritte "TRAVERSE" dalle porte anteriori. Comunque la produzione della Staturn Outlook è ripresa per un breve periodo nel 2010 nello stesso stabilimento di Lansing. Il Traverse prima serie ha debuttato al salone dell'automobile di Chicago nel 2008, ed è arrivato nei concessionari nell'ottobre dello stesso anno.

### Il gruppo motopropulsore
Il Traverse ha installato un motore V6 LLT da 3.564 cm³ di cilindrata, con distribuzione a doppio albero a camme in testa, fasatura variabile e iniezione diretta.
Gli altri modelli del 2009 che erano basati sul pianale della Traverse, possiedono lo stesso gruppo motopropulsore. Un cambio automatico a sei rapporti trasferisce potenza alle ruote anteriori oppure alle quattro ruote, a seconda che il veicolo sia a trazione anteriore oppure integrale. La potenza erogata dal propulsore delle versioni LS e LT è 281 CV, mentre quella dei modelli LTZ è 288 CV.
| Anni  | Scarico | Motore                      | Potenza | Coppia  | Cambio              |
| 2009- | Singolo | 3,6 L di cilindrata, LLT V6 | 281 CV  | 361 N•m | 6T75 a sei rapporti |
| 2009- | Doppio  | 3,6 L LLT V6                | 288 CV  | 366 N•m | 6T75 a sei rapporti |

### Il design
Il nome Traverse è stato originariamente utilizzato per una concept car presentata al salone dell'automobile di Detroit del 2003. Il progetto ebbe seguito, e la concept diventò vettura di serie dal 2005, quando fu lanciata la Chevrolet Equinox. Il design del Traverse prodotto in serie si ispira alla concept Chevrolet Sequel; entrambi i modelli hanno una calandra a forma di scaglione, similmente alla Chevrolet Malibu. Inoltre, il Traverse ha lamierati specifici, differenti da quelli degli altri crossover su pianale Lambda, ad eccezione delle portiere. La carrozzeria è quattro porte.

### Il restyling del 2012

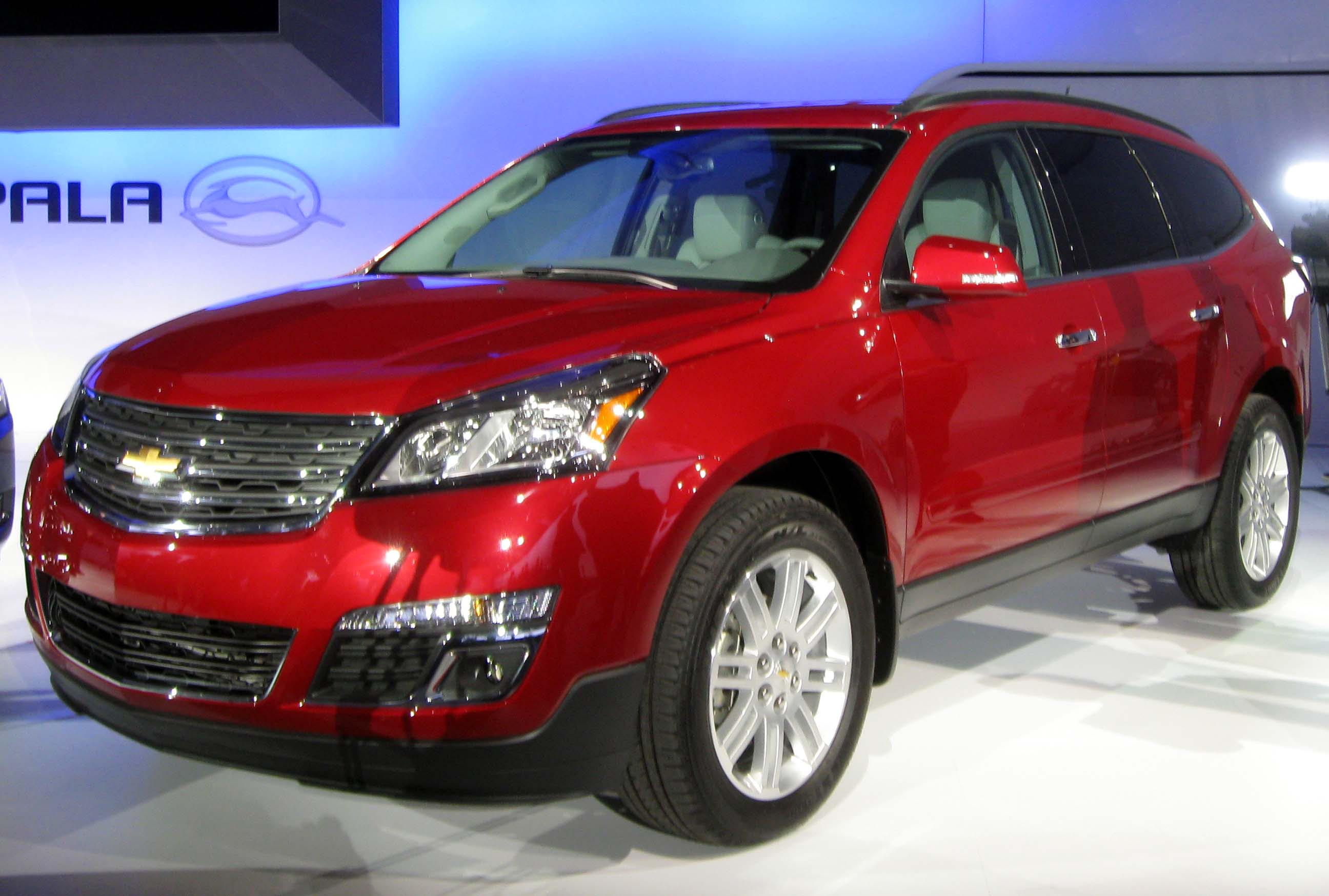
Una Chevrolet Traverse LTZ del 2012

Nel 2012 la Traverse è stata oggetto di un restyling. Il modello rinnovato è stato presentato al salone dell'automobile di New York dello stesso anno, e possiede una nuova calandra, una parte anteriore rivista, un nuovo portellone posteriore, delle ruote completamente rinnovate, e delle nuove luci posteriori che si ispirano a quelle della Chevrolet Camaro. Il cambio è stato aggiornato per dare una migliore qualità della cambiata e della rapidità di innesto.
Sono disponibili sia interni in tessuto che in pelle, a seconda del modello. È ancor possibile scegliere tra la trazione anteriore e quella posteriore, e tra diversi livelli di allestimento, che vanno tra il base 1LS e quello di lusso 1LTZ. Sugli allestimenti 2LT e 1LTZ è disponibile un impianto audio della Bose.

## La seconda serie (dal 2017)
Il 9 gennaio 2017 viene presentata al North American International Auto Show a Detroit la seconda serie, le cui vendite iniziano nel mese di luglio come model year 2018. Essa non è più realizzata sul pianale Lambda, ma sul pianale Epsilon (chiamato in questo caso C1XX), usato anche dalla Opel Insignia B e dalla nuova Chevrolet Malibu, in questo modo la vettura, da Full-size, diventa Mid-size. Sempre tali piattaforma e categoria sono possedute dal nuovo Chevrolet Blazer, la cui produzione inizia nel dicembre 2018. Le linee sono ispirate ora a quelle dei modelli più grandi Tahoe e Suburban.